# 新加坡405号巴士
405号巴士（Bus Service 405）为新加坡的一条巴士线路，由文礼巴士转换站出发，途径林厝港路和旧蔡厝港路，并在蔡厝港路尾循环返回文礼，全长15.0公里的环线。该线现由SMRT巴士运营，之前于1993年7月18日至2024年9月1日由新捷运运营，主要服务前往蔡厝港坟场的乘客。
由于405号巴士每年只在七个节假日运营，因此被稱為新加坡最神秘的巴士路线，也有“祭拜巴士”的稱號。

## 历史

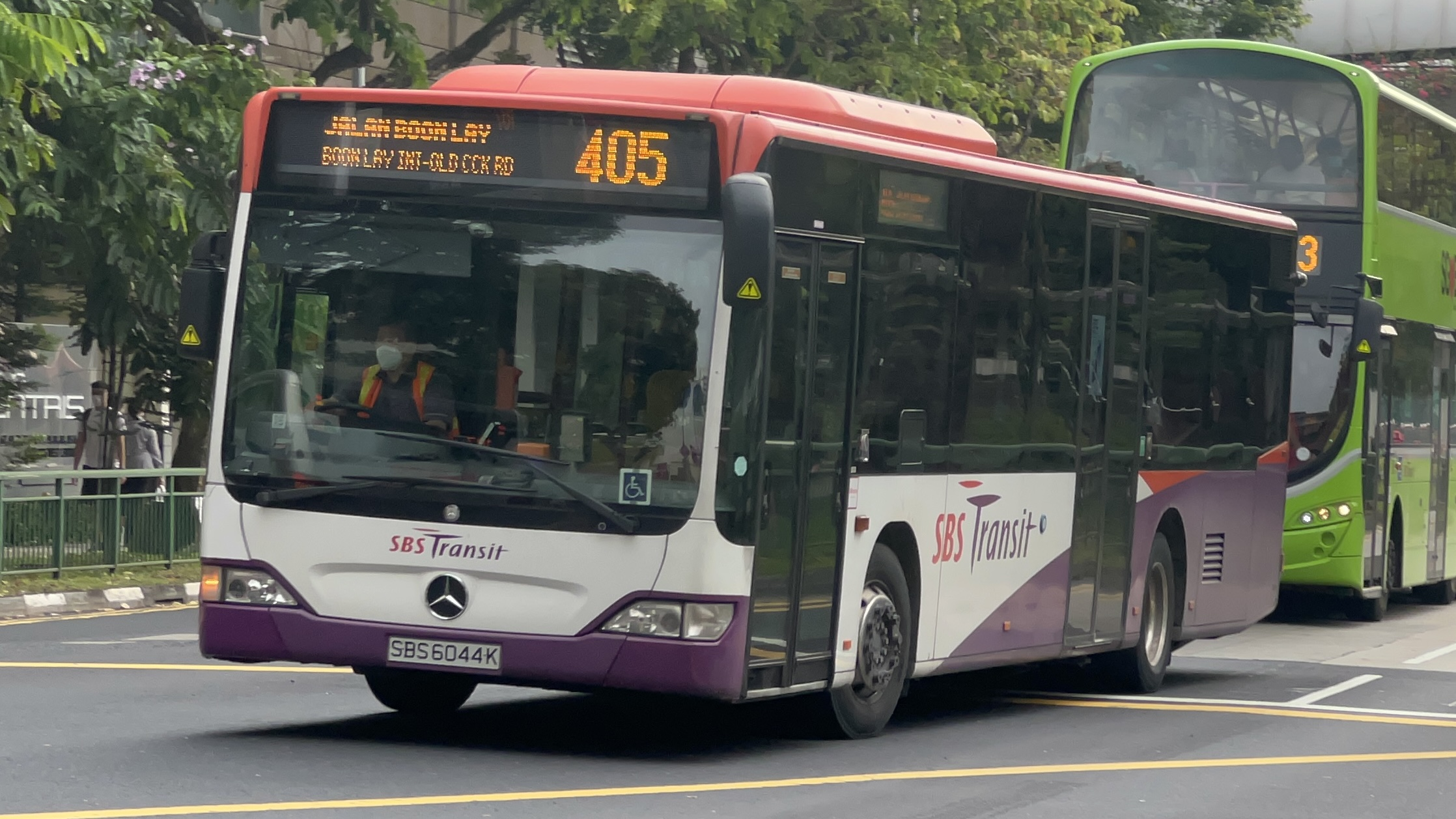
2023年4月，由新捷运运营的405号巴士转进文礼巴士转换站

该线由1993年7月18日开始运营，由文礼巴士转换站出发前往蔡厝港路（今旧蔡厝港路），并原路返回至文礼。路线仅在清明节、聖週五、賴買丹月的第一天、开斋节、哈芝节、排燈節和諸聖節运营，这些运营日期延续至今。
1997年4月5日，405号巴士调整线路，经过林厝港路往返旧蔡厝港路。
2006年，为配合文礼转换站改建工程，405号巴士改用文礼临时转换站。2009年，405号巴士的总站迁移到与裕廊坊商场合为一体的新的文礼巴士转换站。
2015年3月30日，405号巴士被新捷运定为无障碍巴士线路之一。
2023年5月13日，为配合新加坡文化遗产节和新捷运成立50周年的活动，405号巴士于晚上加开两班，给参观的群众体验，并由私人巴士运营商A&S Transit运营。
在巴士配套模式下，405号巴士被划入裕廊西配套（Jurong West Bus Package）。2023年，陆交局宣布包括405号巴士的裕廊西配套的合约被SMRT巴士夺得，并于2024年9月1日转由SMRT运营。

## 服务信息
405号巴士只在七个节假日运营，分别为：清明节、聖週五、賴買丹月的第一天、开斋节、哈芝节、排燈節和諸聖節。首班车于05:00从文礼出发，而末班车在17:00出发，并会在日落之前回到文礼。发车间隔为30分钟。
由于此路线前往偏僻的蔡厝港坟场等地，为了安全起见，新捷运只会特别安排年轻的男性巴士车长驾驶此路线，而车长接受驾驶此线的任务后，会特地体验试驾，以熟悉此路线走向。

## 使用车辆
现时405号巴士由顺利车厂随机派车，主要用车为单层巴士，并无固定挂牌车。

## 分支线路
为方便人们在2015年东南亚运动会射击比赛期间来往新加坡国家射击中心，新捷运于当年6月7日至12日临时开通405M号巴士，为405号巴士的支线。该支线与405号巴士一样来往文礼和旧蔡厝港路，但与主线不同的是，405M号巴士并不途径林厝港路。405M号巴士于12日之后停止运营。